# 대~한민국

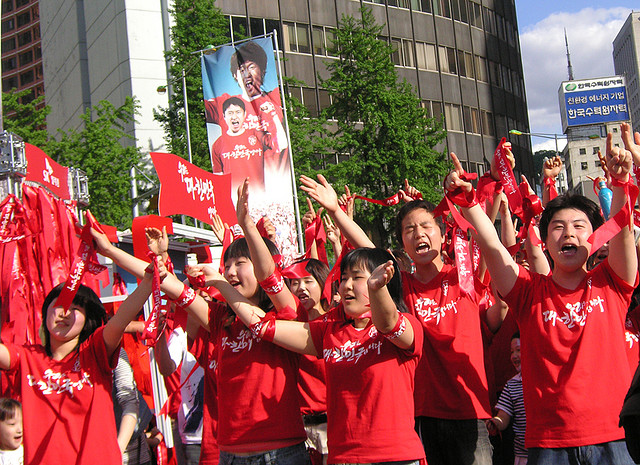

대~한민국(大~韓民國)은 대한민국의 축구 국가대표팀을 응원하는 응원구호 중 하나이다. 먼저 대~한민국을 외치고 박수를 5번치는 형식이다. 최근에는 축구 뿐 아니라 다른 스포츠 경기에서도 사용된다.

## 유래
1998년 FIFA 월드컵 때 처음으로 사용되었다. 이 때는 '대'자를 강조하지 않고 리듬없이 일정한 형식으로 '대한민국'이라고 외치고 지금과 같은 형식으로 박수를 쳤다. 본격적으로 알려지게 된것은 2002년 FIFA 월드컵으로 이 때부터 지금과 같이 알려진 형식으로 선보여 축구 국가대표팀을 응원하는 대표적인 응원구호가 되었다.
수원 삼성 블루윙즈의 서포터즈 그랑블루가 1996년에 '수~원삼성'이라는 응원구호를 처음 만들었는데 당시 붉은악마에서도 핵심으로 활약하던 수원삼성 서포터들이 기존의 '수~원삼성' 구호를 '대~한민국'으로 변형시켜 만든걸 붉은악마에서도 이를 차용하여 '대~한민국'이란 구호가 사용된 것이다.

## 같이 보기
- 오 필승 코리아
- 붉은악마